# Rusinka
«Rusinka» (укр. «Росіянка») — пісня, з якою македонський співак Влатко Ілієвскі представляв Македонію на пісенному конкурсі Євробачення 2011. Пісня була виконана в другому півфіналі, 12 травня, але до фіналу не пройшла .